# Kazimiera Szark
Kazimiera Szark (ur. 19 sierpnia 1932 w Ossowie) – polska nauczycielka, działaczka społeczna i polityk, posłanka na Sejm PRL IX kadencji.

## Życiorys
W 1950 została nauczycielką języka polskiego w szkole podstawowej Nowej Cerkwi, była potem jej dyrektorem. W 1959 wstąpiła do Zjednoczonego Stronnictwa Ludowego, gdzie zasiadała m.in. w plenum Naczelnego Komitetu oraz w Miejsko-Gminnym Komitecie. W 1975 uzyskała tytuł zawodowy magistra filologii polskiej w Wyższej Szkole Pedagogicznej. Była radną Gminnej i Wojewódzkiej Rady Narodowej. W latach 1985–1989 pełniła mandat posłanki na Sejm PRL IX kadencji w okręgu Bydgoszcz, zasiadając w Komisji Edukacji Narodowej i Młodzieży.
16 września 2003 została wiceprezesem zarządu Fundacji Szarża Pod Krojantami w Krojantach. We wrześniu 2013 została pierwszym w historii honorowym obywatelem gminy Chojnice.

## Odznaczenia
Krzyż Kawalerski Orderu Odrodzenia Polski, Złoty i Srebrny Krzyż Zasługi, Medal 40-lecia Polski Ludowej, Medal Komisji Edukacji Narodowej, Medal „Pro memoria” (2009), Odznaka Honorowa i Medal Pamiątkowy Kustosza Tradycji, Chwały i Sławy Oręża Polskiego (2010), Złota Złota Odznaka ZNP i Laur Pokoleń oraz wiele odznaczeń resortowych.